# ジェイムズ・グラスマン

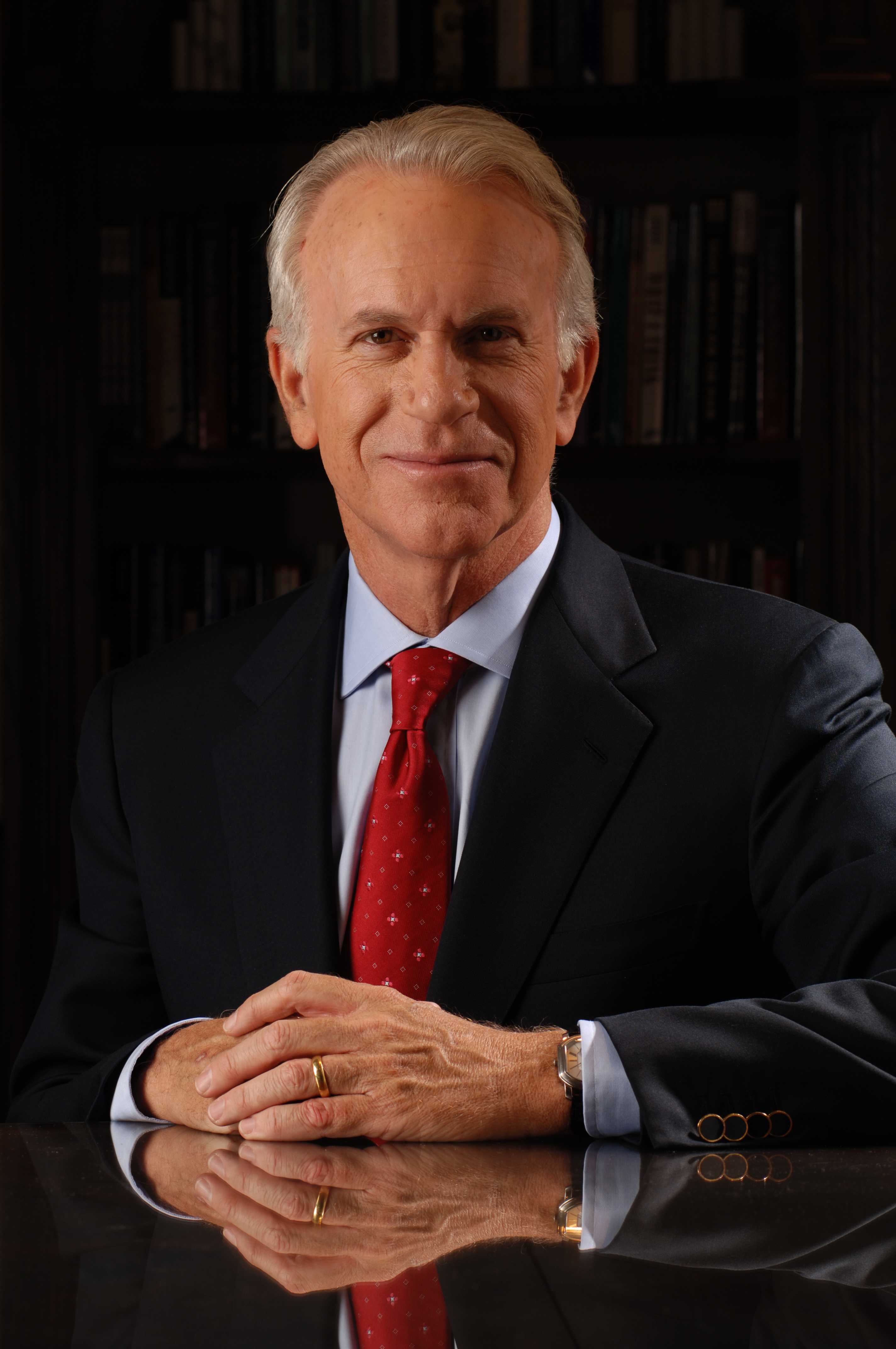
ジェイムズ・グラスマン

ジェイムズ・グラスマン（James K. Grassman, 1947年1月1日 - ）は、アメリカ合衆国の保守的論説者、ジャーナリスト、外交官、作家。

## 生涯
シドウェル・フレンズ・スクールを経て、ハーバード大学を優等で卒業。在学中は学生新聞「ザ・ハーバード・クリムゾン」にて編集管理を担当。

## 政治との関わり
1969年から連邦政府にて勤務。
2001年以降、21世紀の労働力に関する大統領評議会評議員、米国商工会議所財団理事会理事、公共政策諮問委員会委員を歴任。2003年、議会による法定委員会である「アラブ・イスラム世界に関する公共外交諮問グループ」にて常任委員。
2007年12月11日、ジョージ・W・ブッシュ大統領から国務次官（公共外交・広報担当）に指名を受け、2008年6月10日から2009年1月16日まで在任。公共外交に重点を置き、諸外国を対象とた対話集会の開催、広報日程の企画、学術助成金の提供、教育交流、その他対テロ戦争にてアメリカの利益となる広報活動の政策を担当。教育文化局、広報局、国際情報プログラム局を監督。
2009年9月、ジョージ・W・ブッシュ大統領センター所長に就任。

## メディアとの関わり
1993年7月から2004年7月までワシントン・ポスト紙で投資コラムニスト。政治経済に関する論説コラムも執筆。ウォールストリート・ジャーナル、ロサンゼルス・タイムズ、フォーブス、その他の刊行物にも記事を寄稿。アトランティック (雑誌)社長、ニュー・リパブリック発行者、USニューズ&ワールド・レポート取締役副社長、ロール・コール編集長兼共同オーナーを歴任。
CNNのキャピタル・ギャング・サンデーやPBSのテクノポリシーズで司会を担当。またテレビの広報番組にたびたびゲストとして出演。2000年、技術・政治を扱うオンライン雑誌社テクノ・セントラル・ステーションを共同設立。企業会計不祥事、社会保障制度改革、個人信託規制、電気通信政策など様々な議題に精通し、頻繁に議会証言に臨席。2007年から2010年までアメリカ合衆国放送管理委員会委員長を務めた。
2004年、優れたジャーナリストに贈られるアメリカ立法交流評議会のウォレン・ブルックス賞を受賞。